# 보락친 카툰
보락친 카툰(한국 한자: 孛剌合眞可敦 패랄합진가돈, ? ~ ?)은 몽골 제국(大蒙古国)의 2대 대칸(大汗) 보르지긴 외게데이(孛兒只斤窩闊台)의 정궁황후(正宮皇后)이다. 그의 생애와 상세한 행적은 알려진 것이 없다.
페르시아계 사서 집사(集史)의 우구데이 카안기에 의하면 보락친은 우구데이 카안의 제1황후이며 전체 황후들 중 가장 나이였다고 기록되어 있다. 그러나 집사에서도 그녀의 출신 부족의 이름과 아버지 이름은 기록이 없다.
후일 우구데이 칸국의 통치자이자 쿠빌라이의 정적인 보르지긴 카이두(孛兒只斤海都)의 부친 보르지긴 카시(孛兒只斤合失)는 그녀의 소생(所生)이었다. 카시 외에도 몇 명의 자녀가 있었지만 이 자녀들은 어려서 죽었다. 보락친의 사망시점과 사망지, 매장 기록은 나타나지 않는다.